# Konfučijanski kanon
Konfučijanski kanon ili četiri knjige i pet klasika (kineski: 四書五經; pinjin: Sìshū Wǔjīng) su autoritativne knjige konfučijanizma u Kini napisane pre 300. p. n. e..

## Četiri knjige
Četiri knjige (四書; Sìshū) su kineski klasični tekstovi koji ilustruju suštinske vrednosti i sisteme verovanja u konfucijanizmu. Si Džu ih je odabrao u vreme dinastije Song da bi služili kao opšti uvod u konfučijansku misao, a one su, u dinastijama Ming i Ćing, postale jezgro službenog nastavnog plana i programa za državnu službu. One su:
Veliko učenje
Ovaj rad je prvobitno bilo jedno poglavlje Knjige obreda. Sastoji se od kratkog glavnog teksta koji se pripisuje Konfučiju i devet komentarskih poglavlja po Cengciju, jednom od Konfučijevih sledbenika. Važnost ove knjige je ilustrovana Cengcijevim predgovorom, u kome navodi da je to kapija učenja.
Ovo delo je značajno po tome što izražava mnoge teme kineske filozofije i političkog mišljenja, i zbog toga je bilo izuzetno uticajno u klasičnoj i u modernoj kineskoj misli. Njime se povezuju vlada, samokultivacija i istraživanja pojava.
Doktrina umerenosti
Ovo je još jedno poglavlje Knjige obreda. Ono se pripisujue Konfučijevom unuku Cisi. Svrha ove male knjige od 33 poglavlja je da se pokaže korisnost zlatnog načina u sticanju savršene vrline. Ovo delo se usredotočuje na Put (道) koji je nebeskim mandatom propisan ne samo vladaru nego i svima. Sleđenje ovih nebeskih uputa učenjem i podučavanjem se očekuje da automatski rezultira konfucijanskom vrlinom. Budući da je Nebo postavilo koji je put ka savršenoj vrlini, nije suviše teško slediti korake svetih starih vladara, dokle god osoba zna koji je pravi put.
Razgovori
Kompilacija govora Konfučija i njegovih učenika, kao i diskusija koje su održali. Od Konfucijevog vremena, Razgovori su snažno uticali na filozofiju i moralne vrednosti Kine, ali i kasnije drugih zemalja Istočne Azije. Carski ispiti, koji su započeli tokom dinastije Suej, a koji su ukinuti osnivanjem Republike Kine, naglašavali su konfučijanske studije i od kandidata se očekivalo da u svojim esejima citiraju i primene reči Konfučija.
Mensije
Zbirka razgovora naučnika Mensije sa kraljevima njegovog vremena. Za razliku od Konfučijevih izreka, koje su kratke i samosadržane, delo Mencije se sastoji od dugih dijaloga sa opsežnom prozom.

## Pet klasika
Pet klasika (五經; Wǔjīng) su pet kineskih knjiga iz vremena pre dinastije Ćin koje formiraju deo tradicionalnog konfučijanskog kanona. Nekoliko tekstova je već bilo prominentno u periodu zaraćenih država. Mencije, vodeći konfučijanski učenjak tog vremena, smatrao je Prolećne i jesenje letopise podjednako važnim kao i polu-legendarne hronike ranijih razdoblja. Tokom dinastije Zapadni Han, koja je konfučijanizam usvojila kao svoju zvaničnu ideologiju, ovi tekstovi postali su deo državno sponziranog školskog programa. Tokom tog perioda su tekstovi počeli da se smatraju združenim setom, i da se kolektivno nazivaju „Pet klasika”.
Pet klasika su:
Klasici poezije
Zbirka od 305 pesama podeljena u 160 narodnih pesama, 105 svečanih pesama koje su se pevale na dvorskim ceremonijama, i 40 himni i hvalospeva pevanih u počast palim herojima i duhovima predaka kraljevske kuće.
Knjiga dokumenata
Zbirka dokumenata i govora za koje se smatra da su ih pisali vladari i zvaničnici ranog perioda Džou i ranije. To je verovatno najstarija kineska proza, i moguće je da potiče iz 6. veka pre nove ere.
Knjiga obreda
Ovo delo opisuje drevne obrede, društvene forme i dvorske ceremonije. Danas proučavani oblik je prerađena verzija koju su sačinili naučnici u trećem veku pre nove ere, a ne originalni tekst, za koji se navodi da ga je uredio sam Konfučije.
Ji đing (Knjiga promena)
Knjiga sadrži sistem proricanja uporediv sa zapadnom geomancijom ili zapadnoafričkim sistemom Ifa. U zapadnim kulturama i modernoj istočnoj Aziji, još uvek se široko koristi u ovu svrhu.
Prolećni i jesenji letopisi
Istorijski zapis o državi Lu, iz koje potiče Konfučije, 722–481. p. n. e..
Klasici muzike se ponekad nazivaju šestim klasikom, ali je to delo izgubljeno tokom Spaljivanja knjiga i pokajavanja učenjaka.

## Literatura
- Berthrong, John H. (1998). Transformations of the Confucian Way. Westview Press..
- Confucius, and Chichung Huang. The Analects of Confucius: Lun Yu. Oxford University Press US, 1997.
- "Daxue." Encyclopædia Britannica Online. 2008. Encyclopædia Britannica. 27 October 2008 <http://www.britannica.com/EBchecked/topic/579524/Daxue >
- De Bary, Theodore;  . (2000). Sources of Chinese Tradition: From Earliest Times to 1600 Columbia. University Press.
- Gardner, Daniel K. (мај 1998). „"Confucian Commentary and Chinese Intellectual History."”. The Journal of Asian Studies. 57 (2): 397—422. JSTOR 2658830. doi:10.2307/2658830.
- Gardner, Daniel K. The Four Books. The Teachings of the Later Confucian Tradition. Hackett Publishing. 2007.
- Gardner, Daniel K (јун 1984). „Principle and Pedagogy: Chu Hsi and The Four Books.”. Harvard Journal of Asiatic Studies. 44 (1): 57—81. JSTOR 2719094. doi:10.2307/2719094..
- Legge, James (trans.) Confucius: Confucian Analects, The Great Learning and The Doctrine of the Mean. New York: Dover 1971.
- McGivering, Jill. "China's Thriving Confucian Schools." 2008. Oct. 28, 2008. <http://news.bbc.co.uk/2/hi/asia-pacific/7169814.stm  Архивирано на веб-сајту  (11. април 2020)>
- P.A.P. Blog "Human Rights Facts (55): China, Confucianism and Authoritarianism" 2008.
- Pound, Ezra. Ta Hio -The Great Learning- Newly Rendered into the American Language. London: The Kynoch Press for Stanley Nott Ltd, 1936.
- Wang, Ting. "Understanding Chinese Culture and Learning." Diss. U of Canberra, Australia. 2006.
- Wertz, Richard. 2008. "Chinese Classic Texts".
- Yao, Xinzhong and Hsin-chung Yao. (2000). An Introduction to Confucianism. Cambridge University Press.
- Zhang, Weiyuan. „Conceptions of lifelong learning in Confucian culture: their impact on adult Learners.”. International Journal of Lifelong Education. 27 (5). (September–October, 2008): 551–557.
- "Zhu Xi". anhuinews.com. Anhui, China. 2007
- Fogel, Joshua A (2001). „Reviewed work: De l'un au multiple: Traductions du chinois vers les langues européenes, Viviane Alleton, Michael Lackner”. Journal of Asian Studies. 60 (1): 159—161. ISSN 0021-9118. JSTOR 2659512. doi:10.2307/2659512.
- Hare, John. "The Chinese Classics". Internet Sacred Text Archive. 2008. Accessed: 27 October 2008.
- Riegel, Jeffrey. "Confucius". Stanford Encyclopedia of Philosophy. 2006. Accessed: 23 October 2008.
- Pound, Ezra (translation and commentary). "The Great Digest & Unwobbling Pivot". New York, New York, USA: New Directions, 1951.
- Smith, Huston. (1991). The World's Religions: Our Great Wisdom Traditions. New York, New York, USA: HarperCollins..
- Williams, Edward T (1916). „Ancient China”. The Harvard Theological Review. 3 (2): 258—268. doi:10.1017/S0017816000004636. Непознати параметар |DUPLICATE_volume= игнорисан (помоћ).
- Wing-Tsit Chan (1967). „Neo-Confucianism: New Ideas on Old Terminology”. Philosophy East and West. 4 (1): 15—35. Непознати параметар |DUPLICATE_volume= игнорисан (помоћ)
- "Zhongyong". Encyclopædia Britannica, 2008. Encyclopædia Britannica Online. Accessed: 27 Oct 2008
- Plaks, Andrew. "The mean, nature and self-realization. European translations of the. Alleton, Viviane; Lackner, Michael (1999). Zhongyong. Les Editions de la MSH. ISBN 273510768X.." ( Архивирано на веб-сајту  (6. децембар 2013)) In: Alleton, Vivianne and Michael Lackner (editors). De l'un au multiple: traductions du chinois vers les langues européennes Translations from Chinese into European Languages. Éditions de la maison des sciences de l'homme (Les Editions de la MSH, FR), 1999, Paris. p. 311-331. , 9782735107681.
- Canetti, Elias (1984). The Conscience of Words. Farrar Straus Giroux. ISBN 0374518815.. Trans. Joachim Neugroschel. Publisher: Farrar Straus Giroux. 1984. .
- Cheng, Anne (1993). „Lun yü 論語”.  Ур.: Loewe, Michael. Early Chinese Texts: A Bibliographical Guide. Berkeley: Society for the Study of Early China; Institute for East Asian Studies, University of California, Berkeley. стр. 313–323. ISBN 978-1-55729-043-4.
- Gardner, Daniel K. (2003). Zhu Xi's Reading of the Analects: Canon, Commentary, and the Classical Tradition. New York: Columbia University Press. ISBN 978-0-231-12865-0.. Columbia University Press. 2003.
- China Daily. "Qi Version of 'Analects of Confucius' Discovered in Haihunhou Tomb". Chinese Archaeology. January 13, 2017. Retrieved April 17, 2019.
- Els, Paul van. "Confucius' sayings entombed: On Two Han Dynasty Analects Manuscripts". Analects Studies. Leiden: Brill. 2012. Retrieved July 15, 2012.
- Kern, Martin (2010). „Early Chinese literature, Beginnings through Western Han”.  Ур.: Owen, Stephen. The Cambridge History of Chinese Literature, Volume 1: To 1375. Cambridge: Cambridge University Press. стр. 1—115. ISBN 978-0-521-11677-0.
- Kim, Tae Hyun; Csikszentmihalyi, Mark (2010). „Chapter 2”.  Ур.: Olberding, Amy. Dao Companion to the Analects. Springer. стр. 21—36. ISBN 978-9400771123.
- Knechtges, David R.; Shih, Hsiang-ling (2010). „Lunyu 論語”.  Ур.: Knechtges, David R.; Chang, Taiping. Ancient and Early Medieval Chinese Literature: A Reference Guide, Part One. Leiden: Brill. стр. 645—650. ISBN 978-90-04-19127-3.
- Lau, D.C. "Introduction". In. Confucius (1992). The Analects. Chinese University Press. ISBN 962-201-980-3.. Trans. D.C. Lau. Hong Kong: The Chinese University Press. 2002. . Retrieved June 26, 2012.
- Legge, James. "Prolegomena". In. Confucius (јануар 2009). The Confucian Analects, The Great Learning, and The Doctrine of the Mean. Cosimo. ISBN 978-1-60520-644-8.. Trans. James Legge. New York: Cosimo. 2009. . Retrieved June 28, 2012.
- Norden, Bryan W. van. "Introduction". Confucius and the Analects: New Essays. New York: Oxford University Press. 2002. Retrieved April 17, 2019.
- Riegel, Jeffrey. "Confucius", The Stanford Encyclopedia of Philosophy. Ed. Edward N. Zalta. Spring 2012. Retrieved June 28, 2012.
- Kim, Tae Hyun; Csikszentmihalyi, Mark (2013). „Chapter 2”.  Ур.: Olberding, Amy. Dao Companion to the Analects. Springer. стр. 21—36. ISBN 978-9400771123.
- Slingerland, Edward (2003). Analects: With Selections from Traditional Commentaries. Indianapolis: Hackett. ISBN 978-1603843454.
- Waley, Arthur. "Terms". In The Analects of Confucius. Trans. Arthur Waley. New York: Vintage Books. 1938.
- Bloom, Irene (1999). „The Evolution of the Confucian Tradition in Antiquity — Mencius”.  Ур.: de Bary, Wm. Theodore; Bloom, Irene. Sources of Chinese Tradition, Vol. 1: From Earliest Times to 1600 (2nd изд.). New York: Columbia University Press. стр. 114—34. ISBN 978-0-231-10939-0.
- Denecke, Wiebke (2017). „Chapter 14: Masters (Zi 子)”.  Ур.: Denecke, Wiebke; Li, Wai-Yee; Tian, Xiaofei. The Oxford Handbook of Classical Chinese Literature (1000 BCE-900CE). New York: Oxford University Press. стр. 201—218.
- Fuller, Michael A (2004). An Introduction to Literary Chinese. Cambridge, Mass: Harvard University Asia Center: Distributed by Harvard University Press. ISBN 0-674-01726-9.
- Nivison, David Shepherd (1999). „The Classical Philosophical Writings”.  Ур.: Loewe, Michael; Shaughnessy, Edward. The Cambridge History of Ancient China. Cambridge: Cambridge University Press. стр. 745–812. ISBN 0-521-47030-7.